# Michał Harciarek
Michał Harciarek (ur. 3 lutego 1980) – polski psycholog, profesor nauk społecznych, od 2022 dziekan Wydziału Nauk Społecznych Uniwersytetu Gdańskiego.

## Życiorys
Absolwent IX LO w Gdańsku (1999). W 2004 ukończył studia psychologiczne na Uniwersytecie Gdańskim. Doktorat obronił w 2008, habilitację w 2012, a w 2023 uzyskał tytuł profesora nauk społecznych, który odebrał 21 października 2024 z rąk prezydenta RP Andrzeja Dudy.
Odbył liczne szkolenia i staże naukowe w kraju i za granicą. Wieloletni przewodniczący Komitetu Psychologii Polskiej Akademii Nauk. W maju 2022, po śmierci Tadeusza Dmochowskiego, został wybrany dziekanem Wydziału Nauk Społecznych Uniwersytetu Gdańskiego. 14 marca 2024 Rada tego Wydziału udzieliła Michałowi Harciarkowi rekomendacji na funkcję dziekana na kadencję 2024–2028. 11 kwietnia tego samego roku otrzymał nominację na to stanowisko.

## Odznaczenia
- Srebrny Krzyż Zasługi (7 maja 2020)[12][13]
- Medal Komisji Edukacji Narodowej (2013)[14]

## Nagrody
- Stypendium Naukowe Fundacji Rozwoju Uniwersytetu Gdańskiego (2005)
- Nagroda Tygodnika Polityka w ramach akcji Zostańcie z nami (w kategorii psychologia, pedagogika) (2006)[15]
- Stypendium START Fundacji na rzecz Nauki Polskiej (2009–2010)
- Nagroda Miasta Gdańska dla Młodych Naukowców im. Jana Uphagena (2009)[15]
- Nagroda Prezesa Rady Ministrów za rozprawę doktorską (2009)
- Stypendium Fundacji Kościuszkowskiej (2010)
- Stypendium Ministra Nauki i Szkolnictwa Wyższego (edycja 2011 i 2014)
- Nagroda im. Andrzeja Malewskiego (2015)
- Nagroda Ministra Edukacji i Nauki za znaczące osiągnięcia w zakresie działalności naukowej (2022)[16]

Źródło:.